# Eupteryx confusa
Eupteryx confusa är en insektsart som beskrevs av Irena Dworakowska 1978. Eupteryx confusa ingår i släktet Eupteryx och familjen dvärgstritar. Inga underarter finns listade i Catalogue of Life.